# Canal ptérygoïdien
Le canal ptérygoïdien (ou canal vidien) se trouve au niveau de l'os sphénoïde à la base du crâne. Il relie la fosse crânienne moyenne et notamment le foramen déchiré, à la fosse ptérygopalatine. L'orientation du canal est proche de celle du plan sagittal .
C'est le lieu de passage du nerf grand pétreux associé au nerf pétreux profond (nerf du canal ptérygoïdien).
En fonction de la pneumatisation de l'os sphénoïde, il peut être complètement englobé dans l'os du fond du sphénoïde, et avoir un chemin partiellement ou complètement en dehors, auquel cas, il est alors relié par une lamelle osseuse à la base du sphénoïde .

## Contenu
Le canal ptérygoïdien laisse passer le nerf du canal ptérygoïdien (nerf vidien), mais aussi l'artère du canal ptérygoïdien (artère vidienne), et la veine du canal ptérygoïdien (veine vidienne).

## Importance clinique
Le canal ptérygoïdien a une grande importance en chirurgie endoscopique de la base du crâne, en servant de repère fiable pour localiser la carotide interne, et notamment le genou interne de la carotide intrapétreuse .